# 朝鲜的性别不平等
朝鲜的性别不平等是一个重要问题，特别是在传统的朝鲜社会中，家庭是女性最主要的生活，社交等场所。
然而，随着全球对女性问题的关注和认识不断提高，对女性及其关切的各种信息的需求也在增加。

## 背景
在传统的朝鲜社会中，女性的角色仅限于家庭。从小时候开始，朝鲜女性就被教导顺从和忍耐，这是为了她们未来作为妻子和母亲的角色做好准备。一般来说，朝鲜的女性不能像男性一样参与社会活动，她们的角色仅限于家庭事务。

### 传统观念
首先在东亚文化中遵从的儒家思想中就隐含着对女性的偏见，这间接导致了朝鲜的性别不平等问题。从表面上看，儒家最经典的《论语》中“他”的使用频率远远高于“她”，这揭示了关于性别的不均衡用词。从根本上讲，儒家思想强调的是孝道和自然秩序的观念。孝道指的是“对父母和年长家庭成员的：顺从、奉献以及关心的态度，是个人道德行为和社会和谐的基础”。在朝鲜，家庭观也深受儒家思想的影响。朝鲜对家庭的重视度很高。朝鲜人的婚姻家庭仍然遵守儒家“仁义礼智信忠孝悌”的训诫。举例来说，朝鲜人认为每个人生活在世界上，都应该承担婚姻和家庭的责任。家庭成员之间需要相亲相爱，做到永远不背叛。朝鲜的家庭电视剧就是朝鲜人日常生活的真实写照。通过这些家庭剧，可以看到朝鲜人重视家庭，每个人都为自己的家庭而奋斗的例子。电视剧里往往会描述：如果有第三者破坏了别人的婚姻家庭，她/他一定得不到幸福，并且最终会得到报应。儒家的婚姻家庭伦理一方面发挥着积极作用，但另一方面也存在局限性。它主要表现在维护“男尊女卑”的思想，他们推崇了婚姻中男女地位的不平等，以“三从四德”来约束女性的思想和行为。
在儒家看来，社会关系往往是地位高的人和地位低的人之间的不平等交换。在理想的儒家家庭中，女性应该把服从这个理念放在其他所有美德之上，从在女孩时听从父亲的命令，到妻子时听从丈夫的命令。这种结构反映了个体之间不平等互动的更大社会动态。
夫妻关系的主导价值基于互惠原则。其基本精神不是支配，而是分工。同样值得注意的是，儒家家庭伦理中存在着一种责任价值观。如果涉及到孩子，母亲的角色应该优先于妻子的角色。通俗来讲就是遇到事情先照顾孩子。
其次，男人和女人应该扮演不同的社会角色，男人应该外出工作养家糊口，女人则留在家里照顾家庭。此外，有德行的女人应该坚持“三从”：出嫁从父，出嫁从夫，守寡从子。儒家认为性是禁忌，是被禁止讨论的。它主张的是：性由正式的安排（婚姻）来规范，并以生儿育女为最终目的，因此婚外性行为是不能被容忍的。女性尤其应该遵守贞操的美德，这意味着婚前要保持贞操，以及对丈夫忠诚，无论丈夫健在还是已故。在性活动中，女性也应该保持顺从，并且性侵犯程度低于男性。

## 朝鲜的性别立法
1945 年 8 月，苏俄军队占领朝鲜半岛三八线以北地区后，朝鲜颁布了一系列革命法令。其中最重要的法令，至今仍是朝鲜社会主义政体的基础，是 1946 年 7 月 30 日颁布的《朝鲜男女平等权利法令》。
《劳动法》和《性别平等权法》确立了朝鲜社会界定女性作为劳动者和母亲角色的基本框架。1946 年 6 月 24 日颁布的《劳动法》除了规定了八小时工作制、带薪休假、同工同酬、改善包括健康保险在内的工作条件等基本规定外，还对保护儿童和母亲做出了特别规定。
朝鲜是《消除对妇女一切形式歧视公约》的缔约国，该公约第 11 条规定，“缔约各国应当采取一切适当措施，消除就业方面对妇女的歧视，以保证妇女在男女平等的基础上享有同等权利。”
1948年颁布的《大韩民国宪法》把民主和性别平等列为了重要的法律原则。同时，朝鲜方面在其社会主义宪法中提到了性别平等，但该国女性面临的事实上的社会和法律状况远低于她们据称享有的法定地位。

## 现代朝鲜的性别与社会结构

### 二十世纪
1990 年代破坏朝鲜社会稳定的经济危机，极大影响了女性的生活。她们此前被限制在国家指定的工作岗位，婚后主要待在家里，通过妇联动员起来。如今，这些女性站在江马党的经济最前线，竭尽全力养家糊口，体制及其控制被推入江马党。从 1980 年代开始，作为“家庭工作团”的一员，在家工作的经历也让她们得以迅速进入江马党。

### 二十一世纪
在朝鲜劳动党中央委员会政治局和国防委员会中，没有女性成员，而这两个机构决定着朝鲜的政策。
根据朝鲜 2016 年向消除对妇女歧视委员会提交的报告，女性在政府部门的司长中仅占 10%，在法官和律师中仅占 11.9%，在外交官中仅占 4.9%，在外交部官员中仅占 16.5%。
近年来，朝鲜女性的角色发生了显著变化。传统上，朝鲜女性被视为母亲，而现在许多朝鲜女性已成为养家糊口的主要支柱。大量女性加入了黑市，导致她们在新城市、新地区甚至跨国界寻求经济机会，流动性激增。这种新获得的流动性和经济独立性重塑了当代朝鲜家庭的动态。有人认为，父权制下女性作为母亲的传统理想已经让位于朝鲜社会中一种新的、经济上赋权的女性模式。

## 朝鲜脱北者性别失衡
在过去 15 年中，女性脱北者的数量明显多于男性。

## 引用
1. ↑  . Women's Development and Information on Women in Korea - 64th IFLA General Conference - Conference Programme and Proceedings –archive.ifla.org （英语）.
2. ↑   [Asia Society].   [2023-12-17] –Asia Society （英语）.
3. ↑  Tu, Weiming. . Dao. 2007-06-19, 6 (2): 115–124. ISSN 1540-3009. S2CID 142626826. doi:10.1007/s11712-007-9006-0.
4. ↑  Liu, Zi xuan.  (PDF).   [2023-12-18] –scholar.google.co.kr （英语）.
5. ↑  .   [2023-12-19]. （原始内容存档于2024-12-12） –www.patheos.com （英语）.
6. ↑  Park, Mijung; Chesla, Catherine. . Journal of Family Nursing. 2007-08-03, 13 (3): 293–311. ISSN 1074-8407. PMID 17641110. S2CID 45956441. doi:10.1177/1074840707304400.
7. ↑  Kaljee, Linda M.; Green, Mackenzie; Riel, Rosemary; Lerdboon, Porntip; Tho, Le Huu; Thoa, Le Thi Kim; Minh, Truong Tan. . Journal of the Association of Nurses in AIDS Care. Special Issue: Cultural Dynamics in HIV Prevention Among Young People. 2007-03-01, 18 (2): 48–59. ISSN 1055-3290. PMC 2063998 . PMID 17403496. doi:10.1016/j.jana.2007.01.003.
8. ↑  Go, Vivian Fei-ling; Quan, Vu Minh; Chung, A; Zenilman, Jonathan; Hanh, Vu Thi Minh; Celentano, David. . Social Science & Medicine. 2002-08-01, 55 (3): 467–481. ISSN 0277-9536. PMID 12144153. doi:10.1016/S0277-9536(01)00181-2.
9. ↑  Kim, Chin. . The International Lawyer: 906.
10. ↑  Kim, Suzy. . Comparative Studies in Society and History: 742–767. ISSN 1475-2999. doi:10.1017/S0010417510000459.
11. ↑  Bell, Mark. . nternIational and European Labour Law (Nomos Verlagsgesellschaft mbH & Co. KG). 2018: 316–319. ISBN 978-3-8452-6619-0. doi:10.5771/9783845266190-332 （英语）.
12. ↑   –www.hrw.org （英语）.
13. ↑  Yang, Jina. . Cornell International Law Journal. 2018-01-01, 51 (1): 219–243. ISSN 0010-8812.
14. ↑  Schneider, Elizabeth M. : 318–332. ISBN 978-0-429-50048-0. doi:10.4324/9780429500480-18.
15. ↑  Kim, Sea Young; Easley, Leif-Eric. . Ethics & International Affairs. 2021-05-07, 35 (1): 19–29. ISSN 0892-6794. doi:10.1017/S0892679421000010 （英语）.
16. ↑  Editorial Team, FES Asia.  . 2023-02-03 （英语）.
17. ↑   . 2018-06-05  [2024-11-22]. （原始内容存档于2025-04-21） （英语）.
18. ↑  Sung, Kieun; Cho, Sunwoong. . Asian Women: 97–118.   [2024-11-22]. ISSN 1225-925X. doi:10.14431/aw.2018.09.34.3.97. （原始内容存档于2024-12-06）.